# أولاد بن خديجة (أولاد عيسى)
أولاد بن خديجة هو دُوَّار يقع بجماعة أولاد عيسى، إقليم الجديدة، جهة الدار البيضاء سطات في المملكة المغربية. ينتمي الدوّار لمشيخة أولاد عيسى التي تضم 16 دوار. يقدر عدد سكانه بـ 622 نسمة حسب الإحصاء الرسمي للسكان والسكنى لسنة 2004.

## روابط خارجية
- البوابة الوطنية للجماعات الترابية
- المندوبية السامية للتخطيط